# Drept statutar
Dreptul statutar este o lege scrisă adoptată de un corp legislativ. Aceasta este opusă dreptului oral sau cutumiar; sau legea de reglementare promulgată de dreptul executiv sau comun al sistemului judiciar. Statutele pot avea originea din legislaturi naționale, de stat sau municipalități locale.